# El año de las luces
El año de las luces és una pel·lícula espanyola dirigida per Fernando Trueba en 1986 sobre el despertar sexual de dos adolescents durant la postguerra espanyola. Està basat en passatges de la veritable història del sogre de Trueba, Manuel Huete i fou rodada a Ponte de Lima, Quintanar de Sanabria (Zamora) i Madrid. Va obtenir l'ós de Plata al 37è Festival Internacional de Cinema de Berlín. En alguns aspectes fou antecessora de la pel·lícula del mateix Trueba Belle Époque.

## Argument
En la primavera de 1940, després de la guerra civil espanyola, dos fills d'un soldat caigut, Manolo, un noi de setze anys, i el seu germà Jesús, de vuit anys, pateixen símptomes de tuberculosi. El seu germà major, Pepe, els porta a un preventori rural de Sierra de Gata, prop de la frontera amb Portugal dirigit per membres de Falange Española i de la Sección Femenina. Allí es queden per a recuperar la seva salut sota la cura d'Irene, la directora.
Manolo és l'únic adolescent, tots els altres són nens. Començant el seu despertar sexual, queda corprès de Vicenta, l'atractiva dona a càrrec de la cura dels nens. Cada nit, quan ella es desvesteix, Manolo l'espia. No obstant això, els flirteigs de Manolo i els avanços sexuals no troben resposta ni en Vicenta ni en Paquita, una noia que també treballa al sanatori. En el seu lloc és la directora sexualment reprimida Irene, la que s'enamora d'ell. Forçat a assistir a les classes contra la seva voluntat amb els nens de la residència molt més petits que ell, Manolo xoca violentament amb l'autoritarisme conservador de Donya Tránsito, la mestra. Després d'un enfrontament amb ella, es deixa a Manolo estudiar pel seu compte. Emilio un vell lliurepensador i conserge del sanatori, guia Manolo en les seves lectures i li ensenya sobre Montaigne, Honoré de Balzac i Flaubert.
Desil·lusionat amb la sobtada marxa de Vicenta, que ha de deixar el seu treball, Manolo aviat s'enamora de la successora de Vicenta, María Jesús, una jove del poble i només un any més jove que ell. L'amic de Manolo, Emilio, l'anima en el despertar del seu romanç amb María Jesús. Els dos adolescents aviat descobreixen junts el seu primer amor i el seu despertar sexual. Irene els descobreix quan es besen a la infermeria. Ella acomiada María Jesús i l'envia amb el seu oncle, el sacerdot local, detenint abruptament el seu romanç; María Jesús és en realitat filla il·legítima del sacerdot. Pepe, un oficial de l'Exèrcit, torna per portar Manolo amb la resta de la seva família i els joves amants queden separats per sempre.

## Repartiment
- Jorge Sanz - Manolo
- Maribel Verdú - María Jesús
- Verónica Forqué - Irene
- Manuel Alexandre - Emilio
- Rafaela Aparicio - Rafaela
- Santiago Ramos - Pepe
- Chus Lampreave - Doña Tránsito
- Lucas Martín - Jesús
- José Sazatornil - Don Teodulo
- Violeta Cela - Vicenta
- Diana Peñalver - Paquita

## Palmarès cinematogràfic
37è Festival Internacional de Cinema de Berlín
Ós de Plata 
1a edició dels Premis Goya
| Categoria                    | Persona         | Resultat   |
| ---------------------------- | --------------- | ---------- |
| Millor actor protagonista    | Jorge Sanz      | Nominat    |
| Millor actriu de repartiment | Verónica Forqué | Guanyadora |
| Millor actriu de repartiment | Chus Lampreave  | Nominada   |

Fotogramas de Plata 1986
| Categoria               | Persona        | Resultat |
| ----------------------- | -------------- | -------- |
| Millor actor de cinema  | Jorge Sanz     | Nominat  |
| Millor actriu de cinema | Chus Lampreave | Nominada |
| Millor actriu de cinema | Maribel Verdú  | Nominada |